# Pietro Belluschi
Pietro Belluschi (Ancona, 18 de agosto de 1899 — Portland, 14 de fevereiro de 1994) foi um arquiteto ítalo-estadunidense, líder da arquitetura moderna e da contemporânea e responsável pelo projeto de mais de mil edifícios.
Ele alcançou uma reputação nacional em cerca de 20 anos, principalmente por seu Edifício Equitable, de 1947, revestido de alumínio. Em 1951 ele foi nomeado reitor da Escola de Arquitetura e Planejamento do MIT, onde atuou até 1965, trabalhando também como colaborador e consultor de design para muitas comissões de alto perfil, sendo a mais famosa o Edifício Pan Am de 1963.

## Vida
Nascido na Itália, Belluschi iniciou sua carreira de arquiteto como desenhista em uma empresa de Portland, Oregon. 
Ele se mudou para os Estados Unidos em 1923, apesar de não falar inglês, e concluiu sua educação - como estudante de intercâmbio com uma bolsa de estudos - na Universidade Cornell com um segundo diploma em engenharia civil. Em vez de retornar à Itália, ele trabalhou brevemente como engenheiro de minas em Idaho ganhando US$ 5 por dia, mas depois se juntou ao escritório de arquitetura da AE Doyle em Portland, morando em Goose Hollow. Ele permaneceu nos Estados Unidos, pois amigos na Itália o advertiram para não voltar para casa por causa da ascensão ao poder de Benito Mussolini e do governo fascista.
No escritório de Doyle, Belluschi subiu rapidamente, tornando-se logo designer-chefe. Depois que Doyle morreu em 1928, a empresa o tornou sócio em 1933. Em 1943, Belluschi assumiu o controle da empresa comprando todos os outros sócios e estava praticando em seu próprio nome.

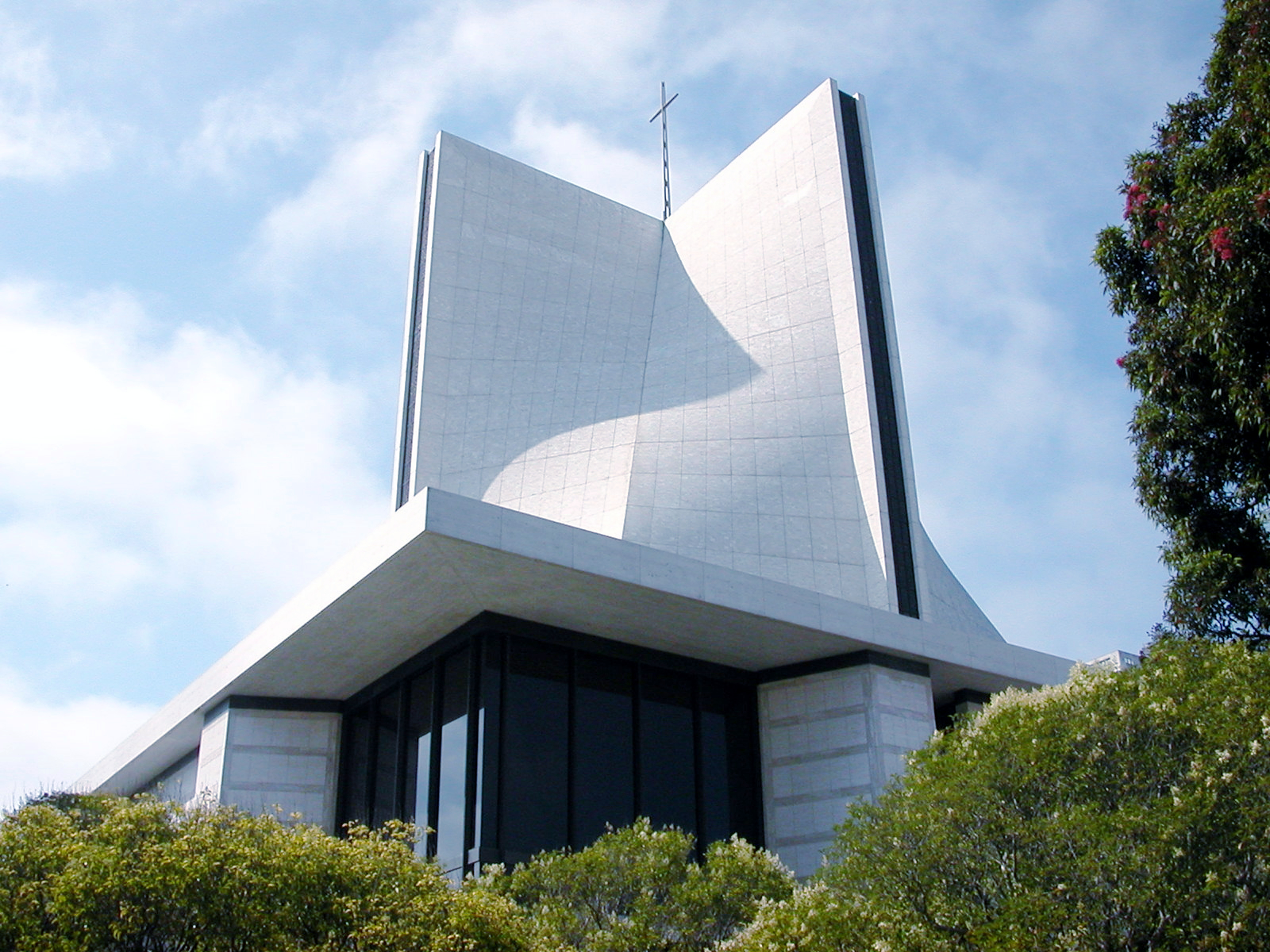
Catedral de Santa Maria da Assunção em San Francisco

Em 1951, Belluschi tornou-se reitor da escola de arquitetura e planejamento do Massachusetts Institute of Technology, cargo que ocupou até 1965. Quando ele aceitou o cargo de reitor e se mudou para Massachusetts, ele transferiu seu escritório em Portland para a arquitetura firma Skidmore, Owings and Merrill. A mudança reduziu sua renda anual de US$ 150 000 para um salário de US$ 15 000, mas foi motivada por problemas de saúde atribuíveis às longas horas de gerenciamento de seu escritório enquanto ainda projetava edifícios.
Belluschi emergiu como um líder no desenvolvimento da arquitetura moderna americana, com o design de vários edifícios refletindo a influência do Estilo Internacional e sua consciência das oportunidades tecnológicas de novos materiais. O mais importante foi o Equitable Building (1944–47) em Portland, Oregon: um bloco de escritórios de estrutura de concreto revestido de alumínio e considerado o primeiro edifício de escritórios com um ambiente totalmente fechado com ar-condicionado.
As igrejas e residências de Belluschi diferiam de suas obras comerciais. Embora tenham um design moderno, eles se encaixam no desenvolvimento do idioma moderno regional do noroeste do Pacífico, visto que frequentemente usavam materiais regionais (particularmente madeira) e eram frequentemente integrados a seus locais suburbanos ou rurais.

## Trabalhos selecionados
Os designs de Belluschi incluem:

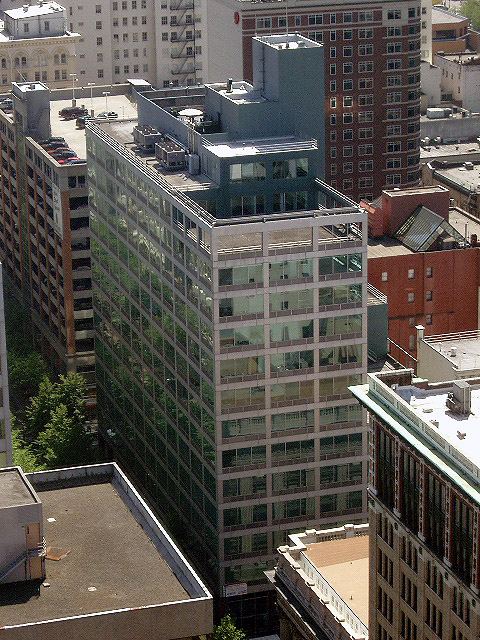
Commonwealth Building em Portland.

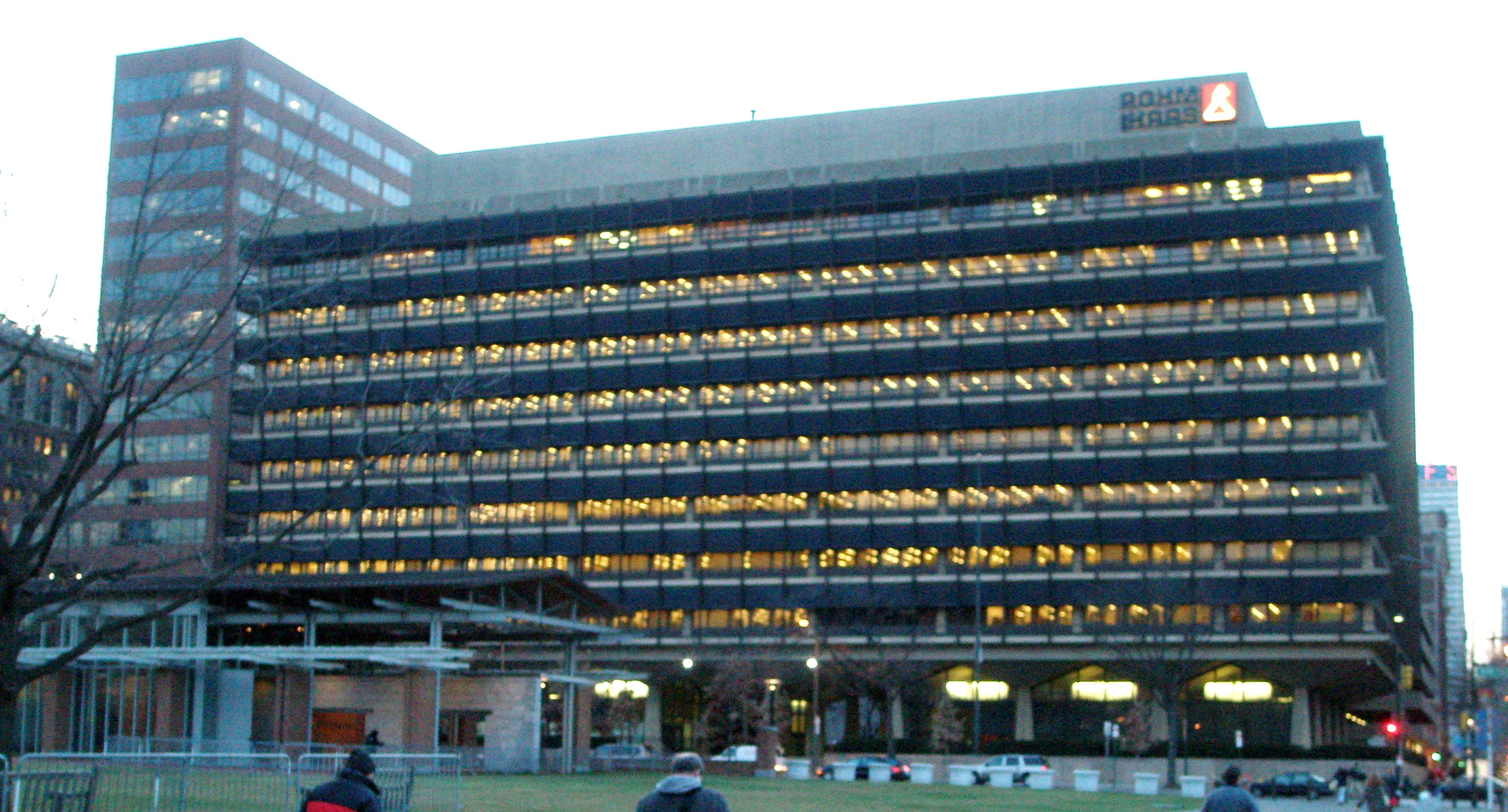
Rohm and Haas

- Edifício da Pacific Telephone and Telegraph Company, anexo ao sul, Portland, 1926
- Pacific Building, Portland, 1926
- Prédio de Serviços Públicos, Portland, 1927
- Edifício Belluschi, Museu de Arte de Portland (NRHP), 1932
- Guardians 'Lodge (1929), Kiwanis Lodge (1931), Uncle Toby's Story House (1932) e Blue Wing Lodge (1936), Camp Namanu, Sandy, Oregon
- Biblioteca Northrup (agora TJ Day Hall) na Linfield University, McMinnville, 1936
- Edifício da Biblioteca (agora Smullin Hall) na Willamette University, Salem, 1938
- Igreja Católica de St. Thomas More, Portland, 1940
- Peter Kerr House, Gearhart, Oregon, 1941
- Capela, Cemitério River View, Portland, 1942
- Loja de música Korten, Longview, Washington, 1946
- Sweeney, Straub and Dimm Printing Plant, Portland (NRHP), 1946
- Igreja Luterana Emmanuel, Longview, Washington, 1946
- Burkes House, Portland, 1947
- Edifício Oregonian, Portland, 1947
- Baxter Hall e Collins Hall, Willamette University, Salem, 1947
- Charles e Blanche Sprague Weekend House, também conhecido como Thetford Lodge, Little North Santiam River, Oregon, 1947
- Psychology Building, Reed College, Portland, 1947-1948
- Breitenbush Hall, Oregon State Hospital, Salem (NRHP), 1948 (demolido em 2017)
- Edifício Equitable, Portland, 1948
- Primeira Igreja Presbiteriana, Cottage Grove, Oregon (NRHP), 1948
- Percy L. Menefee Ranch House, Yamhill, Oregon, 1948
- Igreja do Sagrado Coração, Lago Oswego, Oregon, 1949
- Igreja Luterana de Sião, Portland (NRHP), 1950
- Federal Reserve Bank de San Francisco, Portland Branch, 1950
- Igreja Luterana Central, Portland, 1951
- Igreja Católica de São Filipe Neri, Portland, 1952
- Escola Tucker Maxon, Portland, 1953
- Edifício YWCA, Salem, 1954
- Tribunal do condado de Marion e Memorial da Segunda Guerra Mundial, Salem, 1954
- Trinity Lutheran Church, Walnut Creek, Califórnia, 1954
- Temple Israel, Swampcott, Massachusetts, 1953-1956
- Primeira Igreja Luterana, Boston, 1954–1957
- Cedar Lane Unitarian Universalist Church, Bethesda, Maryland, 1955
- Temple Adath Israel of the Main Line, com Charles Frederick Wise, Merion, Pensilvânia, 1956–1957
- Igreja do Redentor (Baltimore), 1958
- Biblioteca do Bennington College, Bennington, Vermont, 1957–1958
- Igreja Luterana Central, Eugene, Oregon, 1959
- Temple B'rith Kodesh, Rochester, Nova York, 1959–1963
- Goucher College Center, Towson, Maryland, 1960
- Igreja Episcopal Trinity, Concord, Massachusetts, dedicada em 6 de outubro de 1963
- Primeira Igreja Metodista, Duluth, Minnesota, 1962-1969
- A Alice Tully Hall na Juilliard School no Lincoln Center, Nova York City, 1963-1969
- Pan Am Building, Belluschi e Walter Gropius como consultores de design para Emery Roth & Sons, Nova York, 1963
- Sede corporativa da Rohm and Haas, com George M. Ewing Co., Filadélfia, Pensilvânia, 1964
- Igreja da União Cristã, Rockford, Illinois, 1964-1965
- Hoffman Columbia Plaza, agora Unitus Plaza, Portland, 1966
- Igreja Luterana Immanuel, Silverton, Oregon, 1966
- Igreja Católica Romana de São José, Roseburg, Oregon, 1968
- 555 California Street, como consultor de Wurster, Benardi and Emmons e Skidmore, Owings and Merrill, San Francisco, 1969
- One Boston Place, com Emery Roth & Sons, Boston, 1970
- Tower Square, também conhecida como BayState West, com Eduardo Catalano, Springfield, Massachusetts, 1970
- Escola de Arquitetura da Universidade da Virgínia, 1970
- Woodbrook Baptist Church, Towson, Maryland, 1970
- Catedral de Santa Maria da Assunção, São Francisco (colaboração com Pier Luigi Nervi e outros), 1971
- Clark Art Institute, com The Architects Collaborative, Williamstown, Massachusetts, 1973
- 100 East Pratt Street, com Emery Roth & Sons, Baltimore, 1975
- Joseph Meyerhoff Symphony Hall, Baltimore, 1978–1982
- Louise M. Davies Symphony Hall, com Skidmore, Owings and Merrill, San Francisco, 1980
- One Financial Center, Boston, 1983
- US Bancorp Tower, como consultor de Skidmore, Owings and Merrill, Portland, 1983
- Capela de Cristo, o Professor, Universidade de Portland, 1986
- Congregação Hebraica Unida, Chesterfield, Missouri, 1986–1989
- Murray Hills Christian Church, Beaverton, Oregon (1987-89)
- Centennial Tower e Wheeler Sports Center, George Fox University, McMinnville, Oregon, 1991
- Campus da Portsmouth Abbey School, Portsmouth, Rhode Island; Belluschi projetou 14 dos 27 edifícios do campus entre 1960 e 1991